# Bahá'í International Community
De Bahá'í International Community, of de BIC is een internationale non-gouvernementele organisatie (NGO) die de leden van het Bahá'í-geloof vertegenwoordigt. De BIC heeft sinds maart 1948 een consultatieve status bij de Verenigde Naties en is vertegenwoordigd in meer dan 180 landen en gebieden.

## Bron
- (en) Smith, Peter (1999). A Concise Encyclopedia of the Bahá'í Faith. Oneworld Publications, Oxford, UK. ISBN 1851681841.